# هانا كراسنوشليك
هانا كراسنوشليك (مواليد 6 مارس 1996) لاعبة غطس أوكرانية. شاركت في حدث منصة قفز 10 متر للسيدات في دورة الألعاب الأولمبية الصيفية 2016،  حيث احتلت المركز السادس عشر من بين 28 منافسًا.

## الإنجازات
| العام          | المسابقة                              | المكان         | المركز         | حدث            | ملاحظة         |
| ممثلت أوكرانيا | ممثلت أوكرانيا                        | ممثلت أوكرانيا | ممثلت أوكرانيا | ممثلت أوكرانيا | ممثلت أوكرانيا |
| -------------- | ------------------------------------- | -------------- | -------------- | -------------- | -------------- |
| 2014           | الألعاب الأولمبية الصيفية للشباب 2014 | لندن           | 2nd            |                |                |
| 2016           | بطولة أوروبا للألعاب المائية 2016     | برلين، ألمانيا | 2nd            |                |                |

## روابط خارجية
- هانا كراسنوشليك على موقع الاتحاد الدولي للسباحة (الإنجليزية)
- هانا كراسنوشليك على موقع أوليمبيديا (الإنجليزية)